# Коштовності (роман)
«Коштовності» («англ. Jewels») — історичний роман Даніели Стіл 1992 року. У романі 75-п'ятирічна Сара, герцогиня Вітфілд, озирається на своє довге та насичене подіями життя. Це 30-й роман авторки Стіл.
Роман дебютував на першому місці у списку бестселерів New York Times і залишився на цьому місці протягом чотирьох тижнів. Це був також бестселер у м'якій обкладинці, який за два тижні досяг 5-го місця.
«Коштовності» були адаптовані Шеллі Ліст та Джонатаном Естріном до телевізійного мінісеріалу NBC у 1992 році з Аннет О'Тул та Ентоні Ендрюсом у головних ролях.

## Сюжет
75-річна Сара, герцогиня Вітфілд, озирається на своє довге і насичене подіями життя. Дочка заможної американської родини з Нью-Йорку в 1930-х роках Сара Томпсон виходить заміж за Фредді. Мало цікавлячись нею, він п'є всю ніч і спілкується з повіями. Сара завагітніла, але в неї викидень, і вони з Фредді розлучаються. Її батьки тягнуть безладну Сару до Європи. Вона зустрічає Вільяма Вітфілда, герцога Вітфілда, 13-го в черзі на спадкоємство британського престолу. Захоплена ним, вона нарешті стає його супутницею в Лондоні. Незабаром Вільям відкидає свої побоювання перед публічним скандалом і нарешті переконує Сару вийти за нього заміж.
Під час медового місяця у Франції Сара та Вільям подорожують до замку Шато де ла Мез, який Вільям згодом купує для неї як різдвяний подарунок. Сара наполегливо працює над відновленням садиби, але незабаром починається Друга світова війна. Після народження їхньої першої дитини Філіпа, Вільям неохоче йде до Королівських ВПС, коли Англія оголошує війну Німеччині. Німці заволодівають Францією, а німецькі війська на чолі з придворним комендантом Йоахімом фон Мангеймом захоплюють замок, щоб створити центр догляду за пораненими та вмираючими солдатами. Сара та Філіп живуть у котеджі сторожа. Йоахим закохується в Сару, яка залишається вірною Вільяму. Вагітна, вона народжує доньку Елізабет від Вільяма, яка незабаром помирає від хвороби, яка перебігає з гарячкою, через брак медичних засобів.
Йоахім йде, а Вільям повертається з війни, втративши ноги. Сара та Вільям допомагають збіднілим, хто пережив війну, купуючи їхні ювелірні вироби, і врешті-решт продають свою колекцію в паризькому магазині, який вони називають Вітфілд. Бізнес має успіх, розширюючись по всій Європі та стаючи ювелірами Королеви Великої Британії. У Сари та Вільяма також було ще троє дітей — Джуліан, Ізабель та Ксав'єр, — але Вільям помирає. Після похорону Йоахім повертається, але виявляє, що Сара не має місця в серці для іншого чоловіка. Вона спрямовує свою увагу на свій бізнес та своїх дітей, кожен по-своєму кидаючи виклик.

## Адаптація
Роман був адаптований Шеллі Ліст та Джонатаном Естріном до телевізійного мінісеріалу NBC у 1992 році, в якому Аннет О'Тул зіграла головну роль Сари та Ентоні Ендрюса роль Вільяма. Режисер Роджер Янг, прем'єра мінісеріалу відбулася 18 жовтня 1992 р. На каналі NBC Він був номінований на премію Золотий глобус як найкращий міні-серіал або кінофільм, зроблений для телебачення, а Ендрюс був номінований за Золотий глобус за найкращий спектакль актора у міні-серіалі або кінофільмі, створеному для телебачення. Композитор Патрік Вільямс виграв премію Еммі Primetime за видатні індивідуальні досягнення в музичній композиції для міні-серіалу .

## Критика
Роман «Коштовності» дебютував на першому місці у списку найкращих продавців New York Times і залишався на цьому місці протягом чотирьох тижнів. Це був також бестселер у м'якій обкладинці, який за два тижні досяг 5-го місця.
Видавці Weekly назвали роман «м'яким», зазначивши, що «найбільший конфлікт розповіді припадає на останні глави, коли овдовіла Сара має справу зі своїм непокірним потомством. Біжутерія має більше блиску, ніж ця невигадана казка».